# Heidelinde Weis
Pour les articles homonymes, voir Weis.
Heidelinde Weis, née le 17 septembre 1940 à Villach, Autriche et morte le 24 novembre 2023 dans la même commune, est une chanteuse et actrice allemande et autrichienne, connue pour ses apparitions dans des films comme La Morte de Beverly Hills, Lausbubengeschichten (de) et Liselotte von der Pfalz (1966) (de).et des productions télévisées telles que Inspecteur Derrick, Le Renard et Das Traumschiff.
Elle débute le théâtre à 14 ans avec un rôle principal dans le théâtre de l'école. Elle se forme à l'Académie Max Reinhardt de Vienne (1957-1959), et joue à la télévision pour l'ORF, intélgrant aussi intègre la troupe du Théâtre de Josefstadt.
Après sa formation, elle s'installe à Berlin, où elle se produit sur les scènes de Hambourg et Düsseldorf. Sa carrière se développe avec des engagements à la Schaubühne am Halleschen Ufer (de) de Berlin et sur d'autres scènes en Allemagne. Elle joue des rôles classiques comme Antigone et Eurydice, et interprète plus de 200 fois le rôle-titre de Colombe de Jean Anouilh.
En 1960, Heidelinde Weis débute au cinéma aux côtés de Hans Söhnker (de). Ell épouse la même année le producteur de théâtre Hellmuth Duna (de), avec qui elle collabore étroitement.
Dans les années 1970 et 1980, elle joue dans des séries télévisées populaires et publie trois albums vinyles, dont So singe ich en 1975, qui lui valent plusieurs prix, dont le Deutscher Schallplattenpreis. Elle est aussi célèbre pour sa citation : « Lorsqu'il s'agit de lire dans les yeux d'une femme, la plupart des hommes sont analphabètes ».
Moins présente  au milieu des années 1980. elle relance sa carrière en 1998  en dirigeant la comédie Nächstes Jahr – gleiche Zeit à Munich. Elle connaît ensuite un grand succès en tournée avec la pièce Eifersucht d'Esther Vilar.
En 2022, elle publie ses mémoires intitulés Das Beste kommt noch (en français : Le meilleur reste à venir).

## Biographie
Heidelinde Weis naît le 17 septembre 1940 à Villach, dans le Land de Carinthie, au sud de l'Autriche.
Son père est un employé de commerce.

### Études et parcours professionnel
Heidelinde Weis commence sa carrière artistique à 14 ans, jouant le rôle principal dans Hans im Glück au théâtre scolaire autrichien.
Pendant sa formation à l'Académie Max Reinhardt de Vienne, de 1957 à 1959, elle débute à la télévision en tant que membre de la famille Leitner pour l'ORF et joue au Théâtre de Josefstadt, où elle fait partie de la troupe de 1959 à 1960.
Après sa formation, elle s'installe à Berlin, où elle se produit sur les scènes de Hambourg et de Düsseldorf. Sa carrière prend de l'ampleur avec des engagements variés, notamment à la Schaubühne de Berlin et sur diverses scènes de tournée en Allemagne, telles que la Neue Schaubühne de Munich et le Münchner Theater in der Brienner Straße. Elle joue dans des rôles classiques comme Antigone et Eurydice, et se fait particulièrement remarquer dans le rôle-titre de Colombe de Jean Anouilh, qu'elle interprète plus de 200 fois. Elle débute ce rôle en 1964 à la Schaubühne de Berlin sous la direction de Harry Meyen et le reprend pour la télévision en 1980.
En 1976, au Festival de Salzbourg, Heidelinde Weis interprète Rosetta dans Leonce und Lena de Büchner, et en 1978, elle joue la Comtesse dans Le Mariage de Figaro de Beaumarchais. Elle partage également la scène avec Klaus Maria Brandauer dans Leonce und Lena ainsi que dans La Folle Journée,,,.
En 1960, elle fait ses débuts au cinéma aux côtés de Hans Söhnker dans le film Ich heirate Herrn Direktor, où elle interprète une sténographe,. Elle se marie la même année au producteur de théâtre Hellmuth Duna, avec qui elle collabore étroitement tout au long de sa carrière. Elle se fait connaître également dans des comédies policières et bavaroises telles que La Morte de Beverly Hills et Lausbubengeschichten en 1964. En 1967, elle connaît un grand succès avec le film Liselotte von der Pfalz.
Au cours des années 1970 et 1980, elle apparaît régulièrement dans des séries télévisées à succès, notamment Inspecteur Derrick, Le Renard et La Clinique de la Forêt-Noire. Elle atteint une large notoriété en incarnant une balayeuse de rue dans la série télévisée en trois parties du WDR Die Frau in Weiß (1971). Elle se lance aussi dans la musique et publie trois albums vinyles avec ses propres textes. Leur succès lui vaut le Deutscher Schallplattenpreis, ainsi que les prix de la Caméra d'or et l'écran doré. En 1975, elle sort l'album So singe ich, qui lui rapporte le Prix du disque allemand en 1976. L'une de ses citations les plus célèbres, reprise dans de nombreuses bases de données, est : « Lorsqu'il s'agit de lire dans les yeux d'une femme, la plupart des hommes sont analphabètes ».
La maladie de son mari, devenu fauteuil roulant dans ses dernières années, la rend moins visible au milieu des années 1980. Ce n'est qu'après son décès en 1998 qu'elle reprend sa carrière, cette fois avec une nouvelle orientation professionnelle. Elle dirige pour la première fois la comédie Nächstes Jahr – gleiche Zeit à la Komödie im Bayerischen Hof (de)de Munich et connaît un grand succès en tournée avec la pièce Eifersucht d'Esther Vilar,.
Elle est reconnue pour ses plus de 100 apparitions dans des films et des productions télévisées, notamment dans des séries comme Inspecteur Derrick, Le Renard et Das Traumschiff.
En 2022, elle publie ses mémoires sous le titre Das Beste kommt noch (Le meilleur reste à venir).

### Vie privée et mort
À 29 ans, Heidelinde Weis souffre de sclérose en plaques, ce qui la contraint à utiliser un fauteuil roulant durant 5 ans,. Elle reçoit également un diagnostic de cancer à trois reprises.
De 1960 à 1998, elle se marie au producteur de théâtre Hellmuth Duna, qu'elle prend en charge durant 10 ans, jusqu'à sa mort,.
Après avoir travaillé en Allemagne pendant des décennies, elle retourne dans sa ville natale, où elle décède le 24 novembre 2023, d'une insuffisance cardiaque à l'âge de 83 ans,. Ses funérailles ont lieu le 1er décembre au Waldfriedhof de Villach, en Autriche, où elle est inhumée dans la tombe familiale, aux côtés de ses parents.

## Théâtre
- 1954 : Hans im Glück de Frères Grimm (adaptation), rôle principal, théâtre scolaire autrichien
- 1964 : Colombe de Jean Anouilh, Colombe, Schaubühne, Berlin
- Années 1960s-1970s : Antigone de Sophocle, Antigone, Schaubühne, Berlin (et autres scènes en Allemagne)
- Années 1960s-1970s : Eurydice de Jean Anouilh, Eurydice, Schaubühne, Berlin (et autres scènes en Allemagne)
- 1976 : Leonce und Lena de Georg Büchner, Rosetta, Festival de Salzbourg
- 1978 : Le Mariage de Figaro de Beaumarchais, Comtesse, divers théâtres, collaboration avec Klaus Maria Brandauer
- Non précisé : La Folle Journée de Beaumarchais, divers théâtres, collaboration avec Klaus Maria Brandauer

## Filmographie

### Actrice au cinéma

#### Années 1960
- 1969 : Ich heirate Herrn Direktor (de): Brigitte[11].
- 1969 : La morte de Beverly Hills : Lu Sostlov[11].
- 1969 : Die Festung : Edeltraut[11].

- 1964 : Lausbubengeschichten (de) : Cora Reiser[11].
- 1964 : Erzähl mir nichts (de) : Martine Dörner[12].
- 1964 : Mädchen hinter Gittern (de) : Karin[11].

- 1965 : Serenade für zwei Spione (de) : Goldfeather[11].
- 1965 : Tante Frieda – Neue Lausbubengeschichten (de) : Karin[11].
- 1965 : Liselotte de Palatinat : Liselotte von der Pfalz[11].

- 1966 : Onkel Filser – Allerneueste Lausbubengeschichten (de) : Cora Reiser[11].

- 1966 : …und Scotland Yard schweigt (de) : Kay Sebastian[11].

- 1967 : Der Lügner und die Nonne (de) : Angela[11].
- 1967 : Wenn Ludwig ins Manöver zieht (de) : Cora Reiser[11].

#### Années 1970 - 1980
- 1970 : Something for Everyone (de) : Anneliese Pleschke[11].

- 1980 : Das Fräulein (Gospodjica) : Rajka Radakovic[11].

### Actrice à la télévision

#### Années 1960
- 1960 : Familie Leitner (série télévisée) : Gerda Leitner[11].
- 1961 : Mary Rose (téléfilm) : Mary Rose
- 1963 : Was ihr wollt (téléfilm) : Olivia[13].
- 1963 : Meine Frau Susanne (série télévisée) : Susanne Koldewey[11].

- 1963 : Die kleinste Schau der Welt (téléfilm) : Clown Julia[14].

- 1964 : Zweierei Maß (téléfilm) : Isabella[15]
- 1964 : Zwei Herren aus Verona (téléfilm) : Julia[16].
- 1964 : Lausbubengeschichten (de) (téléfilm) : Cora[11].
- 1964 : Verdammt zur Sünde (de) (téléfilm) : Edeltraut[17].
- 1964 : Die Reise um die Erde (téléfilm) : Auda, veuve indienne
- 1964 : Eurydike (téléfilm) : Eurydike[11].
- 1965 : Colombe (téléfilm)
- 1965 : Der seidene Schuh (mini-série en 4 épisodes)
- 1965 : Antigone (téléfilm)
- 1967 : Der Paukenspieler (de) (mini-série en 2 parties) : Marie-Louise

- 1968 : Othello (téléfilm) : Othello
- 1968 : Die Geschichte von Vasco (téléfilm) : Margaret
- 1969 : Jean der Träumer (téléfilm) : Marceline
- 1969 : Liebe gegen Paragraphen (téléfilm) : Frances Pilibright
- 1969 : Ein Dorf ohne Männer (de) (série télévisée) : La blonde

#### Années 1970
- 1970 : Dem Täter auf der Spur (de) (série télévisée, épisode 4x03 (Froschmänner)) : Maggy[18].
- 1970 : Something for Everyone (de) (téléfilm) : Anneliese Pleschke[11].
- 1970 : Die Marquise von B. (téléfilm) : Marquise de Brinvilliers

- 1971 : Die Frau in Weiß (de) (mini-série) : Laura[11].
- 1971 : Hallo, wer dort? (téléfilm) : Valerie Pitman
- 1972 : Der Kommissar (série télévisée, épisode 4x02 Die Tote im Park) : Gerti[11].
- 1973 : Diamantenparty (téléfilm) : Babett[11].
- 1973 : Vabanque (téléfilm) : -
- 1974 : Nie wieder Mary (téléfilm) : -
- 1975 : Eine Frau zieht ein (téléfilm) : -
- 1976-1998 : Inspecteur Derrick (série télévisée) : Anna Lakwoski[11].
- 1979 : Das Fräulein (téléfilm) : Rajka Radakovic[11].

#### Années 1980
- 1981 : Die Gerechten (téléfilm) : -
- 1981 : Colombe (téléfilm) : -
- 1982 : Die Erbin (Washington Square) (Téléfilm)
- 1982 : Der Heuler (Téléfilm)
- 1983 : Die Krimistunde (de) (Série télévisée, 8 saisons - Der vergessene Hund)

- 1984 : Funkeln im Auge (Téléfilm), Abgehört (Téléfilm) : Iris[19].
- 1984 : Geld oder Leben (de) (Téléfilm)

- 1984, 1992 : Ein Fall für zwei (Série télévisée, divers rôles - épisodes 4x07-4x09, 12x05)[20]
- 1985 : In Amt und Würden (Téléfilm) : Professeur[20].
- 1985 : La Clinique de la Forêt-Noire (Mini-série en 7 épisodes) : Dr Elena Bach[11].
- 1986 : Quadrille (Téléfilm)
- 1986 : Das Traumschiff – Thailand (de) (Téléfilm)
- 1986 : Acht Stunden Zeit (Téléfilm) : Fabienne Rudel[20].
- 1986 : Spätes Erröten (Téléfilm) : Mary
- 1987 : Die selige Edwina Black(Téléfilm) : Lisa Graham[21].
- 1987 : Der elegante Hund (Mini-série, Épisode 3 - Man tanzt wieder Tango)
- 1987 : Flohr und die Traumfrau (Téléfilm) : Vera Kaufmann[20].
- 1987-1990 : Das Erbe der Guldenburgs (de) (Série télévisée - 14 saisons) : Carina di Angeli[11].
- 1988 : Alte Zeiten (Téléfilm) : Kate
- 1989 : Umwege nach Venedig (Téléfilm) : Regina Fuchs

#### Années 1990
- 1990 : Kann ich noch ein bißchen bleiben? (Téléfilm) : Marie
- 1990 : Falsche Spuren (Téléfilm) : Elizabeth Collins
- 1991 : Ausgetrickst (Téléfilm) : Julia Winter[11].
- 1991 : Auf der Suche nach Salome (de) (En 6 épisodes) : Linda Hall
- 1992 : Eine phantastische Nacht (Téléfilm) : Alix Carpenter
- 1992 : Euroflics (Série télévisée, épisode 6x05 "Flamingo")
- 1993 : Das Traumschiff – Südafrika (Téléfilm) : Eleonore Stoll[22].
- 1993 : Nervenkrieg (Téléfilm) : Beatrice Martens[23].
- 1993-2004 : Rosamunde Pilcher: Stürmische Begegnung (de) (Série télévisée - 2 saisons) : Vivian Gould-Parker[11].
- 1994 : Gabriellas Rache (Téléfilm) : Gabriella Schowenwitz
- 1994 : Faust (Série télévisée) : Prof. Caspari[22].

- 1995 : Ein Richter zum Küssen (Téléfilm) : Lena Hartmann[22].
- 1995 : Drei in fremden Kissen (Téléfilm) : Nane Faltermeier[22].

- 1996 : Drei in fremden Betten (Téléfilm) : Christiane "Nane"
- 1996 : Wir Königskinder (Série télévisée) : Rôle principal
- 1997 : Haus der Vergeltung (Téléfilm) : Grete Schmittkowitz[20].
- 1997 : Ein Mord für Quandt (de) (Série télévisée, épisode 1x12 Die Schlinge) : Katharina Hochstätter[22].
- 1999 : Am Anfang war der Seitensprung (Téléfilm) : Maman reine[24].

#### Années 2000
- 2000 : Nicht mit uns'Nicht mit uns (Téléfilm) : Johanna
- 2001 : Am Anfang war die Eifersucht (Téléfilm) : Edda Hartwig "Queen Mum"[25].
- 2001 : Sommerwind (Téléfilm) : Anna Alsbeck[11].
- 2002 : Le Renard (Série télévisée) : Gisela Herborn[11].
- 2003 : In der Mitte eines Lebens (Téléfilm) : Miriam Esche[26].

- 2003 : Drei unter einer Decke (Téléfilm) : Nane[27].

- 2003 : Lotti auf der Flucht (Téléfilm) : Lotti Portuné[11].
- 2003 : Fliege kehrt zurück (Série télévisée) : Ursula Dieter[28].

- 2004 : Fliege hat Angst (Série télévisée) : Ursula Dietrich[29].

- 2004 : Neue Freunde, neues Glück (Téléfilm) : Gerda Griese[11].

- 2004 : Rosamunde Pilcher – Liebe im Spiel (Téléfilm) : Vivian Gould-Parker[30].
- 2005 : Heirate meine Frau (Téléfilm) : Vanessa Samson[11].

- 2006 : Lilly Schönauer – Liebe hat Flügel (Série télévisée) : Sophie Neubauer[11].
- 2006 : Les bonheurs de Sophie (Série télévisée, épisode 2x03 Auf Treu und Glauben) : Hannelore Echreiber[31].
- 2006 : Glück auf vier Rädern (de) (Téléfilm) : Anna Sibelius[11].
- 2008 : Ein Ferienhaus auf Ibiza (de) (Téléfilm) : Greta[32].
- 2008 : Liebe für Fortgeschrittene (Téléfilm) : Erika Backström[11].
- 2008 : Utta Danella (Série télévisée) : Lotte[11].
- 2008 : SOKO 5113 (Série télévisée, épisode 34x05 "Endstation Hoffnung") : Ida Brendel[20].
- 2008 : Das Traumschiff – Vietnam (Série télévisée) : Anne[11].
- 2008 : Utta Danella – Wenn Träume fliegen (de) (Téléfilm) : Lotte[20].
- 2009 : Nichts als Ärger mit den Männern (de) (Téléfilm) : Dame Wegener[11].
- 2009 : Vorzimmer zur Hölle (de) (Série télévisée) : Frida Winter[11].
- 2010 : Die grünen Hügel von Wales (de) (Téléfilm) : Margret Pollard[11].
- 2011 : Utta Danella – Wachgeküsst (Série télévisée) : Ruth Rosinger[33].
- 2011 : Das Glück ist ein Kaktus (Téléfilm) : Hermine[34].
- 2011 : Vorzimmer zur Hölle – Streng geheim! (de) (Série télévisée) : Frieda Winter[11].
- 2011 :  Pfarrer Braun (de) – Altes Geld, junges Blut (de) (Série télévisée) : Sieglinde Zwicknagel[11].
- 2012 : Das Traumhotel – Brasilien (de) (Série télévisée) : Henriette von Lichterhagen[11].
- 2012 : Lebe Dein Leben (Téléfilm) : Maria Sieveking[11].
- 2015 : Weißblaue Geschichten (de) – Die Partykönigin (Série télévisée) : Anni Gruber[11].

## Pièces radiophoniques (sélection)
- 1975 : Unterschlupf : Tammy, de Freda Langton Smith, régie : Peter M. Preissler
- 1977 : Pelleas und Melisande : Melisande, de Helmut Peschina (de) (après Maurice Maeterlinck), régie : Hans Krendelsberger
- 1977 : Ein kleiner Totentanz : Mère, de Ingeborg Drewitz, régie : Hans Krendelsberger
- 1977 : Gestatten, mein Name ist Cox: Mord ist strafbar : Margit Simmons, de Rolf et Alexandra Becker, régie : Heiner Schmidt
- 1978 : Wer weiß, was noch kommt : Dr Melanie Ferry, de Max Kruse, régie : Dieter Hasselblatt
- 1978 : R.U.R. – Rossum’s Universal Roboter : Helene Glory, de Karel Čapek, régie : Heiner Schmidt
- 1979 : Der Computer-Computer : Dame Brückner, de Eva Maria Mudrich (de), régie : Heiner Schmidt
- 1979 : Paracelsus : Justina, de Arthur Schnitzler, régie : Dieter Hasselblatt
- 1982 : Othello : Desdemona, de William Shakespeare, régie : Hans Hausmann
- 1982 : Das Haus hinter der Kirche : Maggi, de Gilles Costaz, régie : Klaus Wirbitzky
- 1983 : Herbst : Kate, de James Saunders, régie : Hans Hausmann
- 1983 : Die Selbstmörderin : La femme, de Dorothea Macheiner (de), régie : Arno Patscheider
- 2012 : Das kleine Mädchen mit den Schwefelhölzchern : Contribution au livre audio, de Hans Christian Andersen

## Récompenses
- 1976 : Prix du disque allemand (de)[2].
- 1976 : Écran doré (de)[1].
- 1977 : Caméra d'Or[7].
- 1982 : Décoration d'honneur du Land de Carinthie (de)[2].
- 2000 : Prix Culturel de la Ville de Villach (de)[2].
- 2005 : Rose d'Or du Wörthersee[2].

## Publication
- (de) Das Beste kommt noch : Autobiografie, Wieser Verlag, 2022, 204 p. (ISBN 9783990295533)